# The Singles (Lana Del Rey-album)
A The Singles Lana Del Rey amerikai énekesnő-dalszerző limitált példányszámban megjelent 5 CD-ből álló box szett válogatásalbuma. Az összes fizikálisan megjelent kislemezét tartalmazza a Video Games-től az Ride-ig, illetve Paradise című középlemezét.

## Számlista
1. lemez
1. Video Games – 4:45

2. lemez
1. Blue Jeans  – 3:40

3. lemez
1. Born to Die – 4:46
2. Born to Die (The Woodkid & The Shoes Remix) – 4:01

4. lemez
1. Blue Velvet – 2:36
2. Blue Velvet  (Penguin Prison Remix) – 5:03

5. lemez
1. Ride – 3:28
2. Ride (Active Child Remix) – 3:48

## Fordítás
- Ez a szócikk részben vagy egészben  a   The Singles (álbum de Lana Del Rey) című portugál Wikipédia-szócikk fordításán alapul.  Az eredeti cikk szerkesztőit annak laptörténete sorolja fel. Ez a jelzés csupán a megfogalmazás eredetét és a szerzői jogokat jelzi, nem szolgál a cikkben szereplő információk forrásmegjelöléseként.